# نابليون ستريكلاند
نابليون ستريكلاند (بالإنجليزية: Napoleon Strickland)‏ هو موسيقي أمريكي، ولد في 1 أكتوبر 1919، وتوفي في 21 يوليو 2001.

## وصلات خارجية
- نابليون ستريكلاند على موقع IMDb (الإنجليزية)
- نابليون ستريكلاند على موقع ميوزك برينز (الإنجليزية)
- نابليون ستريكلاند على موقع أول ميوزيك (الإنجليزية)
- نابليون ستريكلاند على موقع ديسكوغز (الإنجليزية)